# Cova de Melidoni
La cova de Melidoni (en grec, Σπήλαιο Mελιδoνίoυ) o Gerontospilios (en grec, Γεροντόσπηλιος) és una gruta situada al vessant meridional de la muntanya Kulukonas, a 2 km de distància del poble de Melidoni, en la Unitat perifèrica de Réthimno de l'illa de Creta (Grècia).
Consta de dues sales principals amb abundants estalactites i estalagmites.
La tradició indica que aquest era el lloc on vivia el mític Talos, un gegant de bronze que vigilava l'illa de Creta.
En la cova s'han realitzat troballes com restes òssies i eines que indiquen que fou un lloc de residència del Neolític. A més, s'hi han trobat destrals de bronze, estatuetes i llums que mostren que fou un lloc de culte durant tots els períodes de la civilització minoica i posteriorment als s. III, IV i VII ae. També s'hi han trobat inscripcions del període romà que associen el lloc amb el culte a Hermes.
Entre 1823 i 1824, durant la Guerra d'independència de Grècia, fou escenari d'una tragèdia quan es refugiaren a la cova uns 370 habitants del lloc amb 20 o 30 soldats grecs. L'exèrcit de l'Imperi otomà, dirigit per Hussein Pashà, tractà que els refugiats abandonaren la cova pacíficament i es rendiren, però aquests s'hi negaren. Després de mesos de setge, els otomans llançaren a la cova materials inflamables i els refugiats hi moriren asfixiats. En homenatge als morts, es construí una tomba monumental dins la cova i una església al costat de l'entrada.
La cova fou excavada inicialment per l'Escola Arqueològica Italiana al 1923; posteriorment l'arqueòleg francés Paul Faure feu algunes troballes a la cova el 1954 i a partir del 1987 el Servei Arqueològic grec hi feu noves excavacions sota la direcció d'Irene Gavrilaki.